# Pedro Galán Regalado
Pedro Galán Regalado, nacido en Cee el 7 de diciembre de 1955, es un zoólogo español especializado en herpetología.

## Biografía

### Formación
Pedro Galán se licenció en 1989, y se doctoró en 1994 en Biología por la Universidad de Santiago de Compostela, con la tesis titulada "Demografía y dinámica de una población de Podarcis bocagei", en la localidad de Carral durante el período de septiembre de 1989 a octubre de 1991.

### Docencia
Entre 1996 y 2000 fue profesor en funciones en la Universidad de La Coruña, entre 2000 y 2001
profesor de esta Universidad, y desde 2001 profesor titular de la Facultad de Ciencias de la UDC, y miembro del Grupo de Investigación en Biología evolutiva de esa Universidad, cargos que sigue desempeñando en la actualidad.
Adscrito al Departamento de Biología de su Universidad, imparte, entre otras, las materias "Adaptaciones Funcionales de la Fauna al Medio", "Biodiversidad Animal y Medio Ambiente" y "Fauna Amenazada".
En el presente curso 2018-2019, dirige los siguientes trabajos de grado e máster:
- Estructura y estimación del tamaño de una población relicta de baja altitud del lacértido amenazado Iberolacerta monticola.
- Herpetofauna del ayuntamiento de Laracha (La Coruña). Inventario, uso del espacio y factores de amneaza.
- Herpetofauna de una zona de montaña del sureste de Galicia. Inventario, uso del espacio y factores de amenaza.
- Incidencia de una enfermedad emergente de anfibios en Galicia: la infección por dermocistidios en el tritón palmeado (Lissotriton helveticus).
- Steatoda nobilis (Thoell, 1875) (Araneae, Theridiidae): evolución de su invasión biológica fuera de su área de origen y revisión de su posición en el árboi filogenético de la familia Theridiidae.

Desde 2010 es vocal representante del estudio y la investigación de vertebrados del Observatorio Galego da Biodiversidade, de la Junta de Galicia y, desde 2011, miembro del Comité Científico del Listado de Especies Silvestres en Régimen de Protección Especial, y del Catálogo Español de Especies Amenazadas, del Ministerio de Medio Ambiente de España.
Hasta el año 2011 el doctor Galán dirigió cuatro tesis doctorales.

### Investigación
En 1992 inició a su actividad profesional como director del departamnento de Estudios Ambientales de la empresa Lignitos de Meirama, S A., que desempeñó hasta 1996. Pedro Galán se encargó de restaurar los terrenos afectados por la explotación minera, y de la investigación sobre la rehabilitación de los impactos ambientales.
Está especializado en el estudio de los anfibios y los reptiles de Galicia, participando también en estudios generales sobre la herpetofauna española.
Los principales campos de investigación del doctor Galán se centran en la historia natural, la ecología de poblaciones, la biología evolutiva, la biodiversidad, la biología de vertebrados y la biología de la conservación de los anfibios y reptiles ibéricos.
Pedro Galán es miembro de equipos de investigación de varios proyectos financiados por la Junta de Galicia y otras instituciones, y director principal de alguno de ellos. Asimismo, fue uno de los fundadores, y miembro de la junta directiva, de la Asociación Herpetológica Española, sociedad científica que tiene como objetivos prioritarios el estudio y la conservación de la herpetofauna ibérica.
También es miembro del Grupo de Investigación en Biología Evolutiva de la Universidad de La Coruña, grupo integrado dentro de la Red Gallega de Conservación de la diversidad biológica, y representante del estudio e investigación de los vertebrados del Observatorio Gallego de la Biodiversidad, de la Consejería de Medio Ambiente, Territorio y Vivienda de la Junta de Galicia.

## Publicaciones

### Libros
- 1982 - Esos anfibios y reptiles gallegos (con José Curt Martínez). Mollabao, Campolongo, Pontevedra: José Curt Martínez. ISBN 84-3007-218-7.
- 1993 - Anfibios e réptiles de Galicia (con Gustavo Fernández Arias). Vigo: Xerais. ISBN 84-7507-722-6.
- 1994 - Demografía y dinámica de una población de "Podarcis bocagei". Santiago de Compostela:  Universidade de Santiago de Compostela, Servizo de Publicacións e Intercambio Científico. ISBN 84-8121-146-X.
- 1998 - Reptiles (con María Asunción Andreu Soler, A. Bea, Florentino Braña Vigil, Luis Felipe López Jurado, Valentín Pérez Mellado, Juan Manuel Pleguezuelos Gómez e A. Salvador). Madrid: Consejo Superior de Investigaciones Científicas, CSIC / Museo Nacional de Ciencias Naturales. ISBN 84-0007-713-X.
- 1999 - Conservación de la herpetofauna gallega. La Coruña: Universidad de La Coruña, Servizo de Publicacións. ISBN 978-84-9532-219-7.
- 2003 - Anfibios y reptiles del Parque Nacional de las Islas Atlánticas de Galicia: faunística, biología y conservación. Madrid: Organismo Autónomo Parques Naturales. ISBN 84-8014-516-1.
- 2005 - Lista patrón actualizada de la herpetofauna española: conclusiones de nomenclatura y taxonomía para las especies de anfibios y reptiles de España (Con A. Montori et al.). Asociación Herpetológica Española, (Texto completo en PDF.).
- 2006 - Guía dos anfibios e réptiles. Santiago de Compostela: Dirección Xeral de Conservación da Natureza, Junta de Galicia. ISBN 978-84-4534-454-5.
- 2009 - Generación de escenarios regionalizados de cambio climático para España (con M. Brunet, M. J. Casado, M. de Castro, J. A López e J. M. Martín). Madrid: Agencia Estatal de Meteorología (AEMET), Ministerio de Medio Ambiente y Medio Rural y Marino. (Texto completo).
- 2015 - Los anfibios y reptiles extinguidos: herpetofauna desaparecida desde el año 1500. La Coruña: Universidad de La Coruña, Servizo de Publicacións. ISBN 978-84-9749-629-2.

### Capítulos de libros
- 2002 - "Los anfibios". En: Galicia: Naturaleza. Francisco Díaz-Fierros Viqueira (coord.); Francisco Rodríguez Iglesias (dir.). Proyecto Galicia, Vol. 38, Zoología II. (coord. Fernando Cobo Gradín). La Coruña: Hércules de Ediciones. ISBN 84-8946-892-3, págs. 514-551.
- 2002 - "Los reptiles". En: Galicia: Naturaleza Francisco Díaz-Fierros Viqueira (coord.); Francisco Rodríguez Iglesias (dir.). Proyecto Galicia, Vol. 38, Zoología III. (coord. Fernando Cobo Gradín). La Coruña: Hércules de Ediciones. ISBN 84-8946-885-0, páxs. 20-67.

### Artículos en revistas científicas
Pedro Galán publicó casi un centenar de artículos en revistas científicas nacionales y extranjeras, como Ecography, Journal fo Zoology, Herpetological Journal, Herpetológica, Copeia, Anfibia-Reptilia, Animal Biology, Canadian Journal of Zoology, Journal of Arid Environementes, entre otras.

## Epónimo
En 2006 los herpetólogos Óscar Arribas, Salvador Carranza y Gaetano Odierna nombraron la nueva especie Iberolacerta galani en su honor.